# Komořany (Prague)
Komořany est un quartier pragois situé dans le sud-ouest de la capitale tchèque, appartenant à l'arrondissement de Prague 12, d'une superficie de 277 hectares est un quartier de Prague. En 2015, la population était de 1941 habitants.
La première mention écrite de Komořany date du XIe siècle. La ville est devenue une partie de Prague en 1968.